# Pteropontius pediculus
Pteropontius pediculus is een eenoogkreeftjessoort uit de familie van de Artotrogidae. De wetenschappelijke naam van de soort is voor het eerst geldig gepubliceerd in 1966 door Stock.